# José Guilherme Baldocchi
José Guilherme Baldocchi (14 de març de 1946) és un exfutbolista brasiler.

## Selecció del Brasil
Va formar part de l'equip brasiler a la Copa del Món de 1970.